# Antonija Šola

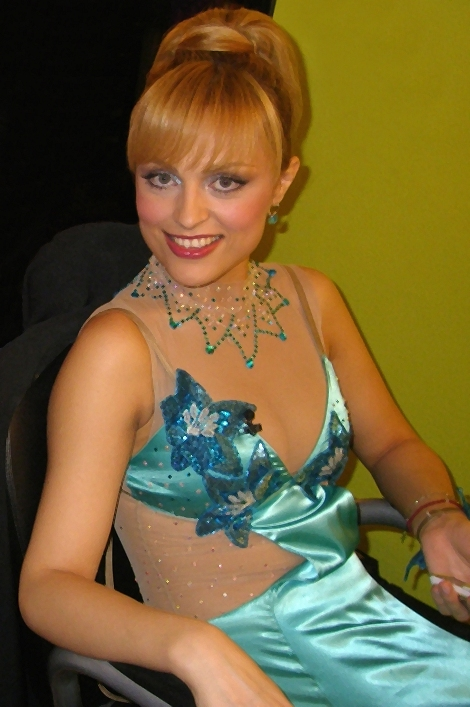
Antonija Šola

Antonija Šola (Zagreb, 5 juni 1979) is een Kroatisch actrice en zangeres.
Antonija Šola is bekend geworden door haar optredens in de Kroatische soapserie Zabranjena Ljubav. Ze heeft daarnaast een carrière als zangeres, en heeft deelgenomen aan het Dora 2008 festival. Ze heeft samengewerkt met artiesten als Tony Cetinski en Toše Proeski.
- MusicBrainz: 9823102e-8634-4851-95d5-e34ee139fe4e
- Virtual International Authority File: 305658612